# Marie Saine-Firdaus
Marie Saine-Firdaus (sinh năm 1973) là một luật sư và chính trị gia người Gambia.

## Đầu đời
Sinh ngày 25 tháng 4 năm 1973, Firdaus đã đi học ở Banjul trước khi nhận bằng Cử nhân Luật của Đại học Hồi giáo Quốc tế Malaysia năm 2000. Bà đã học LLM về nhân quyền tại Đại học Pretoria (2006).

## Nghề nghiệp
Sau khi hoàn thành tốt nghiệp, Firdaus trở thành cố vấn nhà nước vào tháng 11 năm 2000. Sau đó vào năm 2007, bà là cố vấn pháp lý cho Văn phòng Tổng thống tại Gambia. Vào ngày 14 tháng 9 năm 2007, tổng thống Gambian Yahya Jammeh đã bổ nhiệm bà làm Ngoại trưởng Bộ Tư pháp và Tổng chưởng lý Gambia. Bà thay thế Kebba Sanyang. Tháng sau, Firdaus dẫn đầu một phái đoàn Gambia đến Đài Loan. Bà là một trong những người nhận chức danh Sĩ quan của Huân chương Quốc gia Cộng hòa Gambia, được Jammeh trao tặng vào tháng 5 năm 2009. Bà đã được Edward A. Gomez kế nhiệm chức vụ của mình.
Năm 2011, một vụ án tham nhũng liên quan đến 880.250,00 Gambian dalasi đã được đệ trình chống lại Firdaus tại Tòa án của Banjul Magistrates.
Bà là thành viên của Hiệp hội Luật sư Nữ của Gambia.